# Acalymma bivittatum
Acalymma bivittatum là một loài bọ cánh cứng trong họ Chrysomelidae. Loài này được Fabricius miêu tả khoa học năm 1801.